# Tepezalá (gmina)
Tepezalá – gmina w północnej części meksykańskiego stanu Aguascalientes. Według spisu ludności z roku 2015, gminę zamieszkuje  20 926 mieszkańców. Gęstość zaludnienia wynosi 90 osób na kilometr kwadratowy. Stolicą jest miasto o tej samej nazwie - Tepezalá.
Gmina Tepezalá graniczy z Asientos od wschodu, z Rincón de Romos i Cosío od zachodu, a z Pabellón de Arteaga od południa.

## Miasta i wsie
Według spisu z 2010 roku największymi miastami i wsiami gminy są:
| Nazwa                     | Ludność |
| ------------------------- | ------- |
| Tepezalá                  | 4 511   |
| San Antonio               | 3 345   |
| El Chayote                | 1 817   |
| Carboneras                | 1 261   |
| Ojo de Agua de los Montes | 934     |
| Los Alamitos              | 911     |
| Mesillas                  | 878     |
| El Gigante                | 664     |
| El Porvenir               | 588     |
| El Refugio                | 557     |
| La Victoria               | 557     |
| El Tepozán                | 539     |
| Puerto de la Concepción   | 442     |
| Caldera                   | 421     |
| Arroyo Hondo              | 379     |
| El Barranco               | 302     |